# Ставрос Гавріел
Ставрос Гавріел (грец. Σταύρος Γαβριήλ, нар. 29 січня 2002, Нікосія, Кіпр) — кіпрський футболіст, вінгер клубу АПОЕЛ.

## Клубна кар'єра
Ставрос Гавріел починав займатися футболом у системі клубу АПОЕЛ. У його складі брав участь у Юнацькій лізі УЄФА сезону 2019/20. У чемпіонаті Кіпру дебютував 25 листопада 2020 року.

## Збірна
З 2018 року Гавріел грав за юнацькі збірні Кіпру. У листопаді 2020 року він вперше зіграв у складі молодіжної збірної Кіпру у відборі до молодіжного Євро 2021 року.